# Múscul condroglòs
El múscul condroglòs (musculus chondroglossus) és descrit, de vegades, com una part del múscul hioglòs; però està separat d'ell per les fibres del genioglòs, que passen pel costat de la faringe.
El múscul condroglòs fa uns 2 cm de llargada, i sorgeix des del costat intern i de la base de la banya menor i la part contigua del cos de l'os hioide, i va directament cap amunt per barrejar-se amb les fibres musculars intrínseques de la llengua, entre els músculs hioglòs i genioglòs.
La seva funció és la de suport al múscul hioglòs en l'acció de deprimir la llengua.